# Оцилококцінум

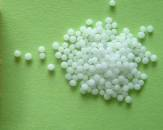
1 грам цукрових кульок «оцилококцінум»

Оцилококцінум (лат. Oscillococcinum) — гомеопатичний засіб. Зареєстрований виробником як засіб для профілактики і лікування застуди та грипу. Виробник — компанія «Лабораторія Буарон» (Франція).
Як і для всіх гомеопатичних препаратів з наднизьким розведенням активного компонента, для Оцилококцінума не доведена ані ефективність, ані вміст у препараті заявлених компонентів. Згідно з даними сучасної доказової медицини, ефективність гомеопатичних препаратів не перевищує ефект плацебо.
FDA видало лист, який застерігає від лікування грипу H1N1 гомеопатичними засобами.
ВООЗ вважає небезпечним довіряти лікування ВІЛ, малярії та туберкульозу гомеопатичним засобам.

## Історія
В 1919 році під час епідемії грипу «іспанки» французький гомеопат Жозеф Руа побачив в крові хворих на грип якісь коливні бактерії, які він назвав «осцилококами» (Oscillococcus) та які, на його думку, і є причиною грипу. Подібні мікроорганізми він також виявив і при інших захворюваннях, таких як герпес, рак, туберкульоз, ревматизм тощо.
Зараз відомо, що грип спричиняє вірус, який не можна побачити у світловий мікроскоп, тому Жозеф Руа в принципі не міг його спостерігати. Крім того, ні один дослідник після Руа не бачив ніяких осцилококів. Тим не менш, для розробки вакцини він приготував екстракт осцилококів і намагався використовувати його для лікування хворих на рак. Вакцина виявилася недіючою, хворі після загострення хвороби помирали. Він вирішив не використовувати осцилококи з крові пацієнтів та почав шукати ці бактерії в організми тварин, поки не виявив їх у печінці качок з Лонг-Айленда. Потім він використовував серце і печінку цих птахів для приготування гомеопатичного препарату.
В даний час приготування оцилококцінума ведеться методом гомеопатичного розведення за Корсаковим екстракту серця і печінки мускусної качки (помилково названої виробником «барбарийської»).

## Загальна інформація про препарат
Білі гранули майже сферичної форми, солодкого смаку, легко розчинні у воді.
- Активний компонент: Anas Barbariae Hepatis et Cordis Extractum (екстракт печінки і серця барбарийськой качки — назва птаха не відповідає чинній наукової термінології[10]): 200СК в 1 дозі[11].
  - Примітка: Логіка розробників у виборі діючого начала полягає в їхньому переконанні, що речовини з органів водоплавного птаха — основного господаря вірусів грипу в природі, будучи розведеними до нескінченно малих пропорцій, будуть ефективні проти самого грипу (гомеопатичний принцип лікувати подібне подібним).
- Допоміжні речовини: сахароза і лактоза до 1 г.

Показання до застосування: грип і простудні захворювання.
Протипоказання: Підвищена індивідуальна чутливість до окремих компонентів препарату
Форма випуску: у тюбиках по 1 г (1 доза), у контурній чарунковій упаковці 1, 3 або 6 тюбиків; в картонній пачці 1 упаковка або в блістері 3 тюбика; в картонній пачці 1 або 2 блістери.
Термін придатності: 5 років з моменту випуску препарату.
Умови зберігання: В захищеному від вологи місці, при температурі 15-25 °C.

### Дія препарату
Виробник нічого не повідомляє ні про механізм дії препарату, ні про його фармакокінетику. Відсутні наукові дані про те, яким чином екстракт нутрощів качки повинен пригнічувати віруси грипу. Більш того, препарат фактично це не містить активну речовину.
Оциллококцинум являє собою препарат концентрації 200C (10−400) вихідного екстракту, що, враховуючи величину числа Авогадро (~6× 1023 моль−1), повністю виключає наявність хоча б однієї молекули діючої речовини в усіх вироблених «Лабораторії Буарон» гранулах разом узятих. Наприклад, одна молекула, «розлучена» по всьому відомому нам Всесвіту буде приблизно відповідати гомеопатичному розведенню усього лише 40С. 200С буде відповідати одній молекулі приблизно 10320 Всесвітів.
Гомеопати стверджують, що речовина може впливати на воду, «модифікуючи» її структуру, яка, у свою чергу, і діє на організм — так званий ефект пам'яті води. Однак даний ефект не є підтвердженим  експериментально і не підтримується науковим співтовариством. Також оцилококцінум не містить води, він складається тільки з цукру. Твердження про те, що цукор може записувати інформацію у своїй кристалічній структурі про лікарський засіб також не має жодних теоретичних або експериментальних обґрунтувань.
Представник «Лабораторії Буарон» Джина Кейсі на запитання про небезпеку вживання препарату, отриманого з серця та печінки качки, заявила: «Звичайно, він безпечний. В ньому нічого немає».

## Протипоказання
Препарат протипоказаний при непереносимості або гіперчутливості до його компонентів: сахароза та лактоза.

## Поширеність
З початку 2010 року на початок літа 2010 р. в Росії продано 10,6 мільйона упаковок на суму 2,9 мільярда руб. У 2012 році продаж склав 2,6 млрд рублів.
Особливо популярний препарат у Франції, де він виробляється понад 67 років і є найбільш продаваним в країні безрецептурним засобом проти грипу. На батьківщині препарату, у Франції, з 1992 року заборонено продаж з медичною метою будь-яких засобів, що приготовані відповідно до гомеопатичного принципу Корсакова, — за винятком оцилококцінума. Водночас у науковому огляді ліків проти грипу 2005 року зроблено висновок про те, що популярність оцилококцінума у Франції не заснована на поточних доказах його ефективності.

## Клінічні випробування
Мета-аналіз двох профілактичних досліджень в Росії (327 пацієнтів) і чотирьох клінічних випробувань у Франції та Німеччині (1196 пацієнтів) не підтвердив статистично значущою профілактичної та лікувальної ефективності Оцилококцінума. В аналізі резюмується, що клінічні випробування та інші наукові дані про «Оцилококцінум» не підтверджують обіцяного виробниками профілактичного ефекту проти грипу і грипоподібних синдромів. Не було виявлено статистично значущої різниці між ефектом від Оцилококцінума та від плацебо.

## Критика
Громадська освітня організація Center for Inquiry (CFI) і Committee for Skeptical Inquiry (CSI) послали дві петиції в Управління з контролю якості продуктів і ліків США (FDA), критикуючи виробника оцилококцінума компанію «Буарон» за введення в оману в маркуванні та рекламі препарату. Перша петиція стверджує, що на упаковці ліків активна речовина, печінка і серце качки, наведено лише на латинській мові, яку не знає більшість споживачів. Інша петиція стосується реклами на вебсайті, в якій стверджується, що оцилококіинум отримав схвалення FDA, що не є правдою.
У 2010 році Управління з контролю якості продуктів і ліків США (FDA) включило препарат оцилококцінум компанії «Буарон» в список шахрайських продуктів (Fraudulent Products List).
8 серпня 2011 року був поданий позов від жителів Каліфорнії. У позові компанія «Буарон» звинувачується в неправдивій заяві, що оцилококцінум може вилікувати грип. Насправді, активний інгредієнт препарату не має доведених лікарських якостей. Ти більше, його у ліках немає.
У 2010 році професор Василь Власов з Товариства фахівців доказової медицини піддав сумніву ефективність деяких популярних в Росії ліків, у тому числі і оцилококцінума. Професор охарактеризував його як «препарат, зроблений з використанням екстракту печінки і серця неіснуючого птаха для боротьби з неіснуючим мікроорганізмом і при цьому не містить діючої речовини», окремо приділивши увагу концентрації діючої речовини: «Теоретично, весь оцилококцінум, проданий до кінця часу, можна було б зробити з однієї качиної печінки».
Препарат неодноразово був об'єктом критики на російському телебаченні.
Так, професор, доктор медичних наук, завідувач кафедрою клінічної фармакології Російського державного медичного університету В. Р. Козлов на телепередачі «Здоров'я» від 26 вересня 2010 року сказав: «Клінічні випробування препарату не підтвердили, що „Оцилококцінум“ можна використовувати для лікування і профілактики грипу та застуди. Ніяких доказів, що цей препарат насправді діє, досі немає. <...> Обмежуючись тільки цим гомеопатичним препаратом, люди, хворі на грип або мають важкі простудні інфекції, втрачають час, а втрачений час, особливо при грипі, може обернутися загибеллю».
Д-р біол. наук, академік РАМН, директор ДУ НДІ грипу РАМН О. В. Кисельов заявив в 2012 році: «Оциллококцинум — я скрізь говорю, що це халтура<...> Сама ідея просто шахрайська».